# Морський природний заповідник Гамелін-Пул

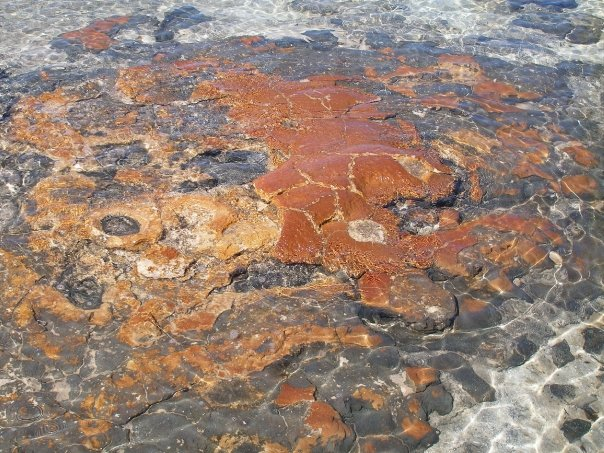
Строматоліти Гамелін-Пулу

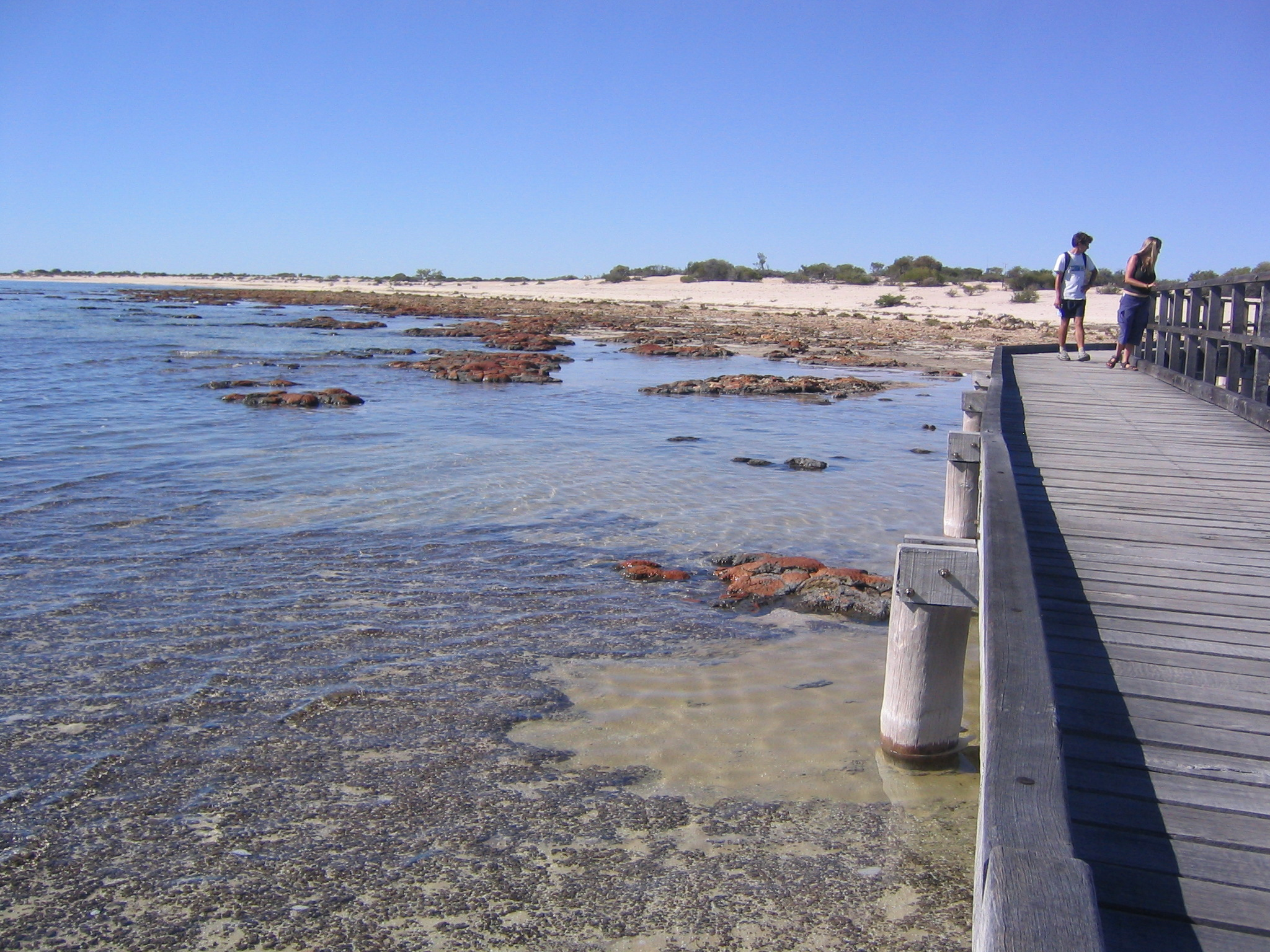
Доріжка навколо Гамелін-Пулу

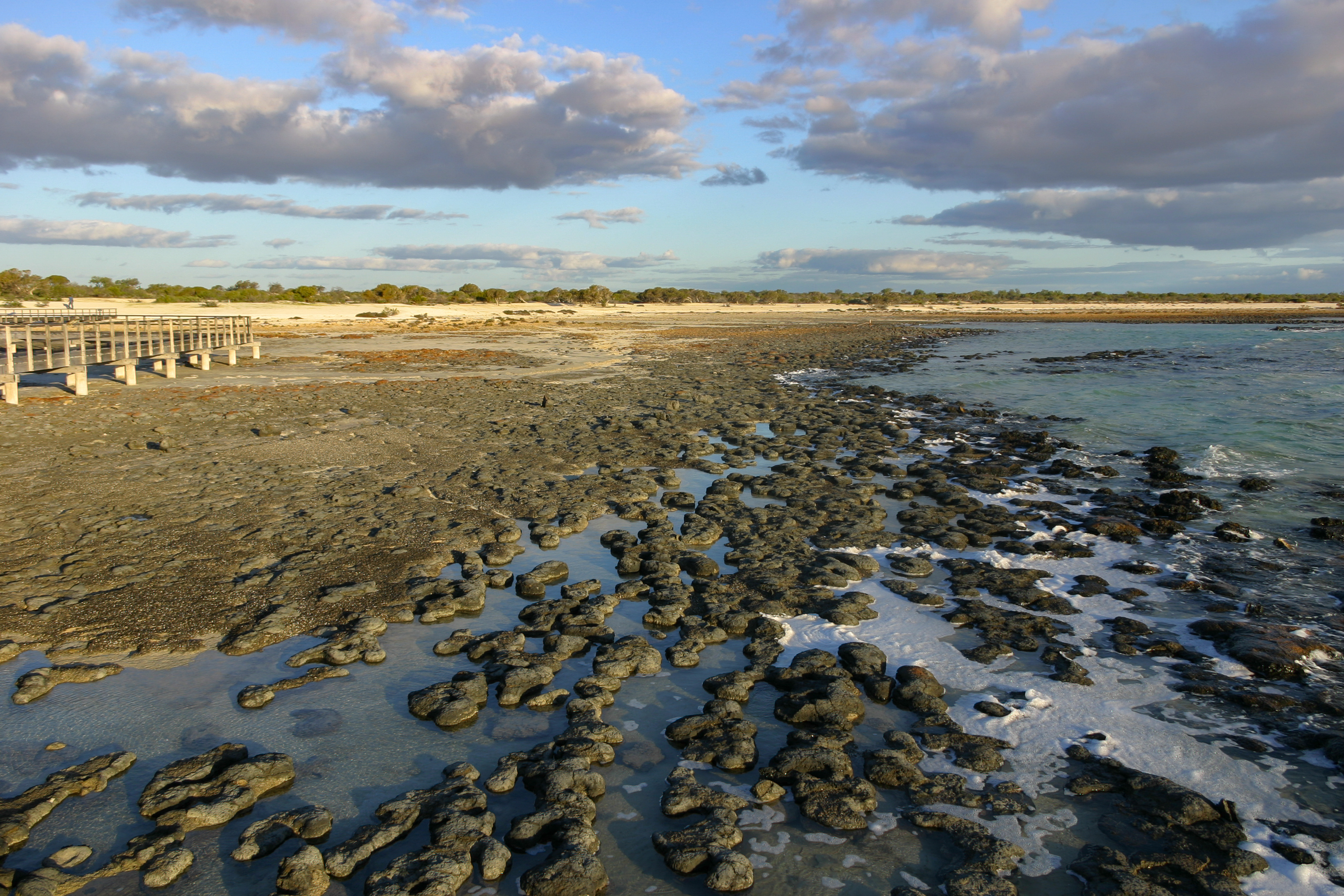
Строматоліти Гамелін-Пулу під час відливу

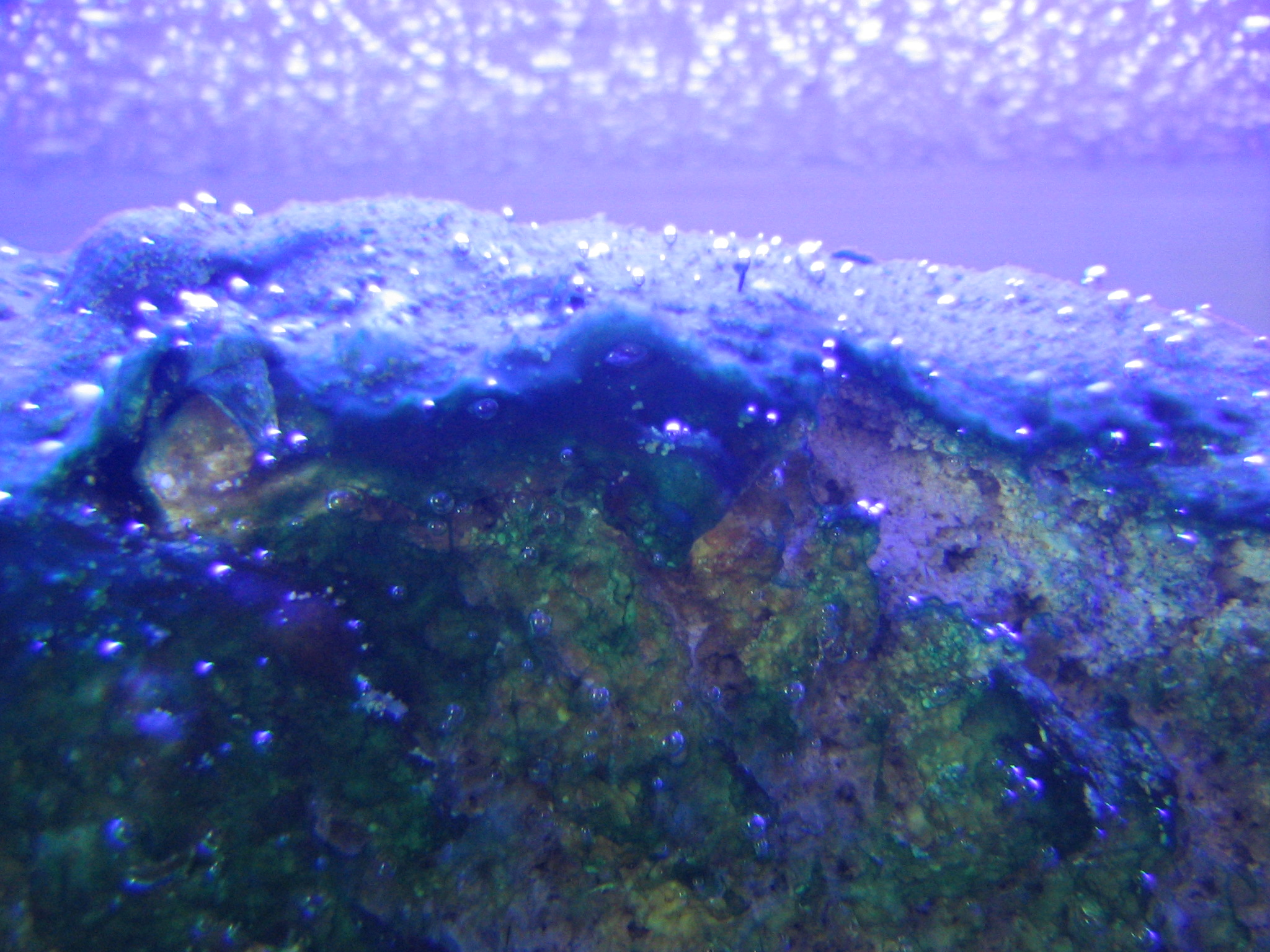
Збільшений план строматолітів Гамелін-Пулу

Морський природний заповідник Гамелін-Пул — морський охоронюваний природний заповідник розташований у затоці Шарк-Бей, що внесена до списку Світової спадщини ЮНЕСКО, у регіоні Гаскойн, Західна Австралія. Природний заповідник 127 000-гектарів (310 000-акрів) може похвалитися найрізноманітнішими та численними прикладами живих морських строматолітів у світі, пам'ятками життя на Землі понад 3,500 мільйонів років до нашої ери.

## Розташування та доступ
Гамелін-Пул — це східні великі води в межах Шарк-Бей, відокремлений від західної частини півостровом Перон, із меншою водоймою, що примикає до її північної межі з островом Форе — затока Л'Харідон, з'єднання якої визначається Петіт-Пойнтом. На північній околиці Гамелін-Пулу є берег водоростей Wooramel Seagrass Bank. Морський заповідник розташований поруч із заповідником Гамелін Стейшен та історичною станцією Гамелін-Пул Телеграф приблизно за 30 кілометрів (19 миля) на захід від Оверлендеру на північно-західному прибережному шосе. Доступ здійснюється через дорогу Гамелін-Пул, а потім через територію станції Гамелін-Пул Телеграф. Доступ вільний.

## Морський заповідник
Морський заповідник займає 1 270 квадратних кілометрів (490 миля2). Це одне з небагатьох місць у світі, де можна знайти живі морські строматоліти. Інші місця для строматолітів становлять підводне місце (6 метрів (20 фут) deep) у Карибському морі, Перській затоці та у Великому солоному озері Юти. Гамелін-Пул містить найрізноманітніший спектр строматолітів і мікробного різноманіття у світі.
Строматоліти в Гамелін-Пул були виявлені геодезистами, які працювали в компанії з розвідки нафти в 1956 році, і вони були першими живими зразками структур, побудованих ціанобактеріями. Останні, що живуть у Гамелін-Пул, є прямими нащадками найдавнішої форми фотосинтетичного життя на землі. Строматоліти подібні до таких самих скам'янілостей віком 3500 мільйонів років, знайдених у багатьох місцях по всьому світу. Строматоліти є зразком найдавніших записів життя на землі. Вони трапляються біля берегів.
Гамелін-Пул є гіперсолоним (він приблизно вдвічі солоніший, ніж звичайна морська вода), що забезпечує ідеальне середовище для росту строматолітів і пригнічує інше морське життя, яке зазвичай харчується бактеріями. Ціанобактерії живуть спільнотами на морському дні з щільністю 3 мільярди особин на квадратний метр. Вони є найпростішими формами життя, які використовують фотосинтез для забезпечення їжі та кисню. Вони забезпечили ранню Землю більшою частиною кисневої атмосфери за мільярди років до появи рослин. Дуже дрібні частинки твердих речовин, наприклад пісок, подрібнена черепашка тощо, захоплюються липкими бактеріями, щоб цементуватися карбонатом кальцію, що виробляється бактеріями, створюючи таким чином строматолітові структури. Деякі конструкції являють собою стовпи до 1,5 метра (5 фут) заввишки, і для їх зростання знадобилися тисячі років. У районі Марбл-Бар у Західній Австралії є викопні строматоліти приблизно 50 метрів (160 фут) заввишки та 30 метрів (98 фут) у діаметрі. За оцінками, їм понад три мільярди років. Типовий ріст становить приблизно 0,5 міліметра (0,020 дюйм) на рік.
Існує три основних типи строматоліту: субтидальні (завжди під водою) колони та міжприливні (піддані впливу повітря та сонця під час відливів) форми ковадла або гриба, зображені на більшості фотографій. Водорості утворюються в припливно-відпливному регіоні і виглядають як ділянки плоских чорних мулистих рівнин, але насправді є живим строматолітом.
Біля Гамелін-Пул є набережна, де туристи можуть вийти назовні й оглянути строматолітові структури. Це єдина зона доступу для широкої громадськості через крихку природу навколишнього середовища в Гамелін-Пул.
На території природного заповідника лежать острови Гатчінсон та Пелікан.

## Телеграфна станція

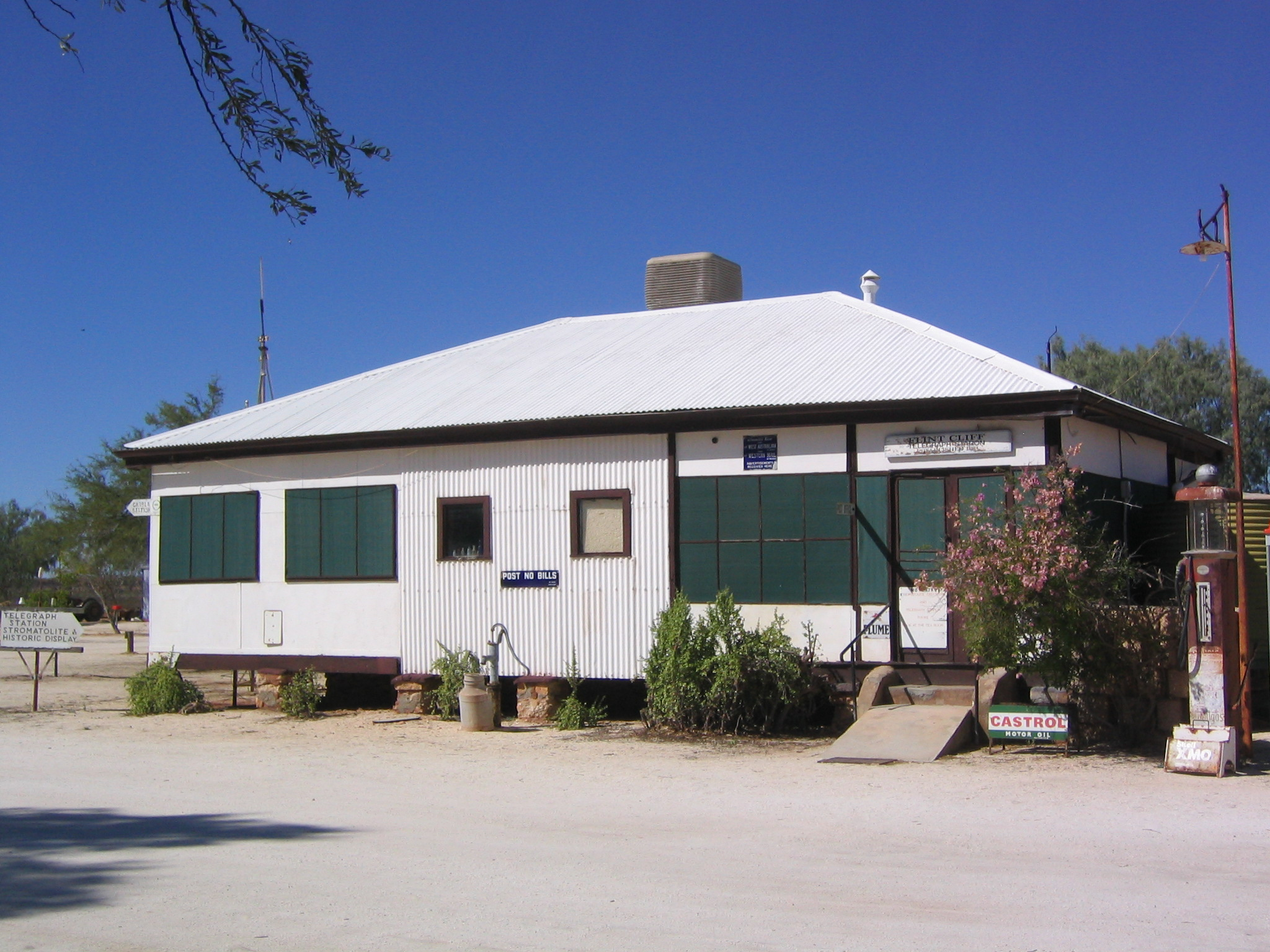
Телеграфна станція Гамелін-Пул

На історичній телеграфній станції Гамелін-Пул, побудованій у 1884 році, та в історичному старому поштовому відділенні, вперше побудованому в 1886 році, тепер місцеве громадське поштове відділення/державна телефонна будка. Музей показує інформацію про ріст строматолітів і включає єдині строматоліти, що живуть у неволі (в акваріумі) у світі. Музей також охоплює будівництво та функціонування історичної телеграфної станції з 1880-х років.